# North Industry
North Industry es un lugar designado por el censo ubicado en el condado de Stark en el estado estadounidense de Ohio. En el Censo de 2020 tenía una población de 1528 habitantes y una densidad poblacional de 297,86 habitantes por km². Fue incluido como CDP en el censo de 2020.

## Geografía
North Industry se encuentra ubicado en las coordenadas 40°44′40″N 81°22′42″O / 40.74444, -81.37833. Según la Oficina del Censo de los Estados Unidos,  tiene una superficie total de 5,13 km², todos correspondientes a tierra firme.